# Raúl Domínguez
Raúl Domínguez Romero (nascido em 15 de agosto de 1972) é um ex-ciclista olímpico cubano que participava de competições de ciclismo de pista. Representou sua nação nos Jogos Olímpicos de Verão de 1992, na prova de perseguição por equipes (4,000 m).